# Т-60
Т-60 е съветски лек танк от периода на Втората световна война. Разработен е през август 1941 г. в московския завод №37 под ръководството на водещия разработчик на съветски леки танкове Николай А. Астров. През септември същата година танкът е приет на въоръжение в РККА. Първият сериен танк напуска завода на 15 септември 1941 г., а производството му е прекратено през февруари 1943 г. Въпреки че е бил със задоволителна маневреност, добра проходимост, евтин и прост за производство, той бива изместен от наследника си Т-70 поради прекалено слабото въоръжение – едно 20-мм оръдие не удовлетворява танкистите и боевете потвърждават това твърдение. Произведени са едва 6000 танка Т-60, които вземат активно участие в боевете по време на Втората световна война в периода 1941 – 1943 г. Част от оцелелите танкове се използват до края на войната като машини за разузнаване, влекачи и учебни машини. На основата на Т-60 в 1941 г. е построена първата самоходна установка за реактивен залпов огън – БМ-8-24. След края на войната танкът е свален от въоръжение.
По време на войната Вермахтът също използва трофейни танкове Т-60 със свалени куполи като бързи влекачи на противотанкови оръдия. Част от тях са предадени на румънската армия, където шаситата им са използвани за направата на самоходните артилерийски установки TACAM. Няколко танка Т-60 са предадени след войната и на полските въоръжени сили.

## История
Само три дни след след нападението над СССР на 22 юни 1941 г. московският завод №37 получава задача за снемане от производство на лекия (според тогавашната класификация „малък плаващ“) танк Т-40 и преоборудването на завода за производството на лекия танк за поддръжка на пехотата Т-50. Тази задача се оказва непосилна като срокове и възможности на завода, тъй като Т-50 е бил с доста по-сложна конструкция. Затова главният конструктор на завода Николай Александрович Астров заедно със своя екип в рамките на две седмици проектира и изготвя прототип на нов танк на основата на Т-40. От последния са заимствани компоновъчната схема, ходовата част, трансмисията и въоръжението. Тъй като са премахнати елементите за плаващ танк, увеличена е дебелината на бронята и челните бронирани листове са поставени под по-добър ъгъл. Първоначалното въоръжение е като на Т-40 – една 12,7-мм картечница ДШК и една 7,62 картечница ДТ.
Готовият прототип е демонстриран пред народния комисар за танковата промишленост Вячеслав Малишев. По негово предложение картечницата ДШК е заменена с 20-мм авиационно оръдие ШВАК – той организира и среща между проектантите на танка и конструкторите на авиовъоръжение от ОКБ-15 и ОКБ-16, за да се създаде танкова версия на оръдието. Официално то е заведено като ТНШ-1 (Танково Нуделман Шпитални).
Настъплението на Вермахта налага преместването на производството от Москва в Горки (днес Нижни Новгород) в заводите на ГАЗ, откъдето през ноември 1941 г. първите танкове постъпили в бойните части.
Още в първите бойни действия се установява слабата бронировка на танка и на по-късните версии бронята е увеличена от 25 до 35 мм. Впоследствие на челната броня и куполата се монтират 10 мм екраниращи плочи, като между тях и основната броня се оставя въздушно пространство – т.нар. разнесено брониране, което позволява по-добра защита от бронебойните снаряди.

## Устройство

### Конструкция
Т-60 следва компоновъчната схема на съветските леки танкове от това време. Танкът има 5 отделения: трансмисионно, отделение за управление, моторно вдясно на средната част на корпуса, бойно – по лявата част на корпуса, кърмово – с горивни резервоари и радиатор на двигателя.
Тази компоновка се оказва уязвима при бойни действия – изнесената отпред трансмисия и предни водещи колела водят до бързо изваждане на танка от строя. Предимство е било поставянето на резервоарите зад бронирана преграда, което е защитавало екипажа при поразяването им. Екипажът на танка се състои от двама души – командир (и стрелец) и механик-водач.
Корпусът е направен от валцувани стоманени плочи с дебелина от 10 до 35 мм (в по-късните версии бронята е удебелена). Куполата е осемстенна от заварени стомани листове с дебелина 25 мм (в по-късните модификации е увеличена на 35 мм). Предвиждало се е монтиране и на кръгли лети куполи, но бързото сваляне на танка от производство осуетява тези планове.

### Двигател и трансмисия
Двигателят на танка е бензинов четиритактов шестцилиндров с течно охлаждане ГАЗ-202 (дефорсиран) с мощност 70 к.с. Някои версии на танка са имали и други двигатели – ГАЗ-М-1 или „Форд“. Горивните резервоари са с обем 320 л и са осигурявали запас от ход на шосе 450 км. При по-късните версии с усилена бронировка запасът от ход спада до 410 км. Трансмисията включва скоростна кутия с демултипликатор и с 4 скорости напред и една назад, караданов вал, еднодисков фрикцион със сухо триене „стомана във феродо“, конична главна предавка, два многодискови бордови фрикциона със сухо триене „стомана в стомана“, два бордови редуктора.
Ходовата част е наследена от Т-40. Състои се от по 4 единични опорни ролки с диаметър 550 мм и гумени бандажи, по 3 поддържащи ролки, водещи колела отпред и задни колела (ленивци) с механизъм за натягане на веригата отзад. При първите серии ленивецът е бил с по-малък диаметър от опорните ролки – 460 мм, но по-късно е унифициран с тях. Веригите са с ширина на траковете 260 мм. Окачването е независимо, торсионно без амортизатори.

### Въоръжение
Основното въоръжение на танка е 20-мм нарезно оръдие ТШН-1 с дължина 82,4 калибра, с максимална далекобойност 2 км и боекомплект от 750 снаряда. В него влизат: бронебойно-запалителни (БЗТ-20), подкалибрени бронебойно-запалителни (от 1942 г.), осколочно трасиращи (ОТ-20) и осколочно запалителни (ОЗ-20)снаряди. За по-бързо автоматично зареждане на оръдието снарядите се поставят в лента с 58 звена. Лентата е в кутия, която се поставя на скоба под оръдието. Още 12 кутии са закачени на стелажи в бойното отделение.
С оръдието е сдвоена 7,62 мм картечница ДТ с боекомплект от 945 патрона (15 диска). Картечницата може да се демонтира бързо от стойката си и при нужда да се стреля с нея извън танка.

### Средства за връзка
Само командирските танкове са разполагали с радиостанция – 71-ТК-3, както и с вътрешно разговорно устройство ТПУ-2 за двама души. На останалите танкове командирът на танка е разполагал с едностранна връзка с механик-водача, осъществявано от трицветно светосигнално устройство. Външни сигнали са били подавани посредством флагчета.

## Варианти
Поради краткия си производствен цикъл танкът няма обособени модификации. Различават се 3 варианта на производството
- Ранна серия – с максимална челна броня 25 мм, ленивецът е с по-малък диаметър от опорните ролки
- Основна серия – с максимална челна броня 35 мм, ленивецът е идентично на опорните ролки
- Късна серия – с 10 мм бронирани екрани и тегло 6,5 т.

### Опитни образци
- Т-60-1 – разработен есента на 1942 г. С по-големи габарити заради по-мощния автобусен двигател – ЗИС-16 с 88 к.с.
- Т-60 с 37-мм оръдие ЗИС-19 – разработен в началото на 1942 г. от конструкторското бюро на завод №37.
- Т-60-2  – разработен през пролетта на 1942 г. от конструкторското бюро на завод №37. Монтирана е нова купола с 45-мм оръдие ЗИС-19БМ. След приемането на въоръжение на Т-70 тази разработка е спряна.
- Т-60-3 – разработен през втората половина на 1942 г. от конструкторското бюро на завод №37. В куполата са монтирани две зенитни картечници ДШК.

### Машини на основата на Т-60
- ОСУ-76 – опитна самоходна артилерийска установка с монтирано 76-мм дивизионно оръдие ЗИС-3
- БМ-8-24 – самоходна установка за реактивен залпов огън

## Проект за летящ танк
Едно от най-необичайните решения по това време е било превръщането на лекия танк в летящ планер. За целта са правени експерименти с танк Т-60. Идеята принадлежи на авиоконструктора Олег Антонов. Предвиждало се е създаването на еднократно летящи боксируеми танкове-планери, които да се използват за прехвърляне на техника при въздушен десант или за подсилване на партизанските части. За самолет-буксировач са предвиждани или остарелите по това време тежки бомбардировачи ТБ-3, или новите двумоторни бомбардировачи Ил-4.
През лятото на 1942 г. в завод в Тюмен е построен такъв планер. Известен е като А-40 (или АТ-1). Планерът бил двуплощен с размах на крилата 18 м, дължина 12 м и тегло 2 т. През август-септември планерът е изпитан в гр. Жуковски. За облекчаване на конструкцията на танка е премахната куполата и някои части по корпуса. За жалост самолетът и планерът достигат едва 40 м височина и 130 км/час скорост, след което пилотът на бомбардировача е принуден да откачи планера заради прегряване на двигателите. Единственият съветски самолет, способен по това време да бъде използван като буксировач, бил стратегическият бомбардировач Пе-8, но от него са произведени едва 80 бройки и проектът е бил закрит.